# Département de réhabilitation et des services correctionnels de l'Ohio
Ohio Department of Rehabilitation and Correction
Le département de réhabilitation et des services correctionnels de l'Ohio (en anglais : Ohio Department of Rehabilitation and Correction ou RDC ou ODRC) est le département responsable de l'administration du système pénitentiaire de l'État de l'Ohio. Il est le sixième en importance des États-Unis, avec ses 27 prisons d'État et ses trois établissements pour mineurs. En décembre 2018, la population carcérale s'élevait à 49 255 et coute annuellement 1,8 milliard de dollars. Le siège social de l'ODRC est situé à Columbus.

## Événements notables
Le 11 avril 1993, une émeute majeure a éclaté au centre correctionnel du sud de l'Ohio qui a fait dix morts. Neuf détenus et un agent de correction ont été tués.
En 2019, le Cleveland Plain-Dealer a signalé que le bureau d'inspection du département comptait un seul employé à temps plein et utilisait des stagiaires pour effectuer des inspections.

## Liste des établissements

### Prisons d'État
- Institution correctionnelle d'Allen-Oakwood (en)
- Institution correctionnelle de Belmont (en)
- Institution correctionnelle de Chillicothe (en)
- Centre correctionnel d'accueil (en)
- Institution correctionnelle de Dayton (en)
- Centre médical de Franklin (en)
- Institution correctionnelle de Grafton (en)
- Institution correctionnelle de Lebanon (en)
- Institution correctionnelle de London (en)
- Institution correctionnelle de Lorain (en)
- Institution correctionnelle de Madison (en)
- Institution correctionnelle de Mansfield (en)
- Institution correctionnelle de Marion (en)
- Institution correctionnelle de Noble (en)
- Centre de pré-libération de Northeast (en)
- Maison de correction pour femmes de l'Ohio (en)
- Pénitencier d'État de l'Ohio
- Institution correctionnelle de Pickaway (en)
- Institution correctionnelle de Richland (en)
- Institution correctionnelle de Ross (en)
- Institution correctionnelle de Southeastern (en)
- Etablissement correctionnel de Southern Ohio (en)
- Institution correctionnelle de Toledo (en)
- Institution correctionnelle de Trumbull (en)
- Institution correctionnelle de Warren (en)

### Établissements pour mineurs
- Circleville
- Collines de Cuyahoga
- Rivière indienne [2]

### Établissements privés
- Institution correctionnelle du Lac Érié (en) (exploité par CoreCivic)
- Complexe correctionnel de North Central (en) (exploité par Management and Training Corporation (en))
- Centre correctionnel de Northeast Ohio (en) (exploité par CoreCivic)

### Établissements fermés
- Établissement correctionnel de Hocking (en)
- Institution correctionnelle de Lima (en)
- Centre de traitement de North Coast (en)
- Pénitencier de l'Ohio (en)
- Maison de correction d’État de l'Ohio
- Institution correctionnelle d'Orient (en)

## Couloir de la mort
La majorité des condamnés à mort de sexe masculin sont détenus à l'établissement correctionnel de Chillicothe, tandis que certains qui sont considérés comme présentant un risque élevé pour la sécurité le sont au pénitencier de l'État de l' Ohio. Finalement, ceux qui souffrent de problèmes médicaux graves sont détenus au Franklin Medical Center. Le couloir de la mort devait passer de l'établissement correctionnel de Chillicothe à l'établissement correctionnel de Toledo à l'été 2017, mais ces plans ont été retardés et finalement annulés en 2018 et le couloir de la mort reste à Chillicothe. Les femmes détenues dans le couloir de la mort sont hébergées dans la maison de correction pour femmes de l'Ohio. Les exécutions ont lieu à l'établissement correctionnel du sud de l'Ohio,.

## Agents correctionnels mort en service
Depuis sa création, 20 agents correctionnels sont morts dans l'exercice de leurs fonctions.